# Andreas Burose
Andreas Burose (* 4. Februar 1945; † 1999) war ein deutscher Torwart. Mit dem VfL Osnabrück hat er von 1969 bis 1971 dreimal in Folge die Meisterschaft in der damals zweitklassigen Fußball-Regionalliga Nord gewonnen. In den jeweiligen Bundesligaaufstiegsrunden hat er kein Spiel versäumt, er lief in allen 24 Spielen für die „Lila-Weißen“ aus Osnabrück auf.

## Werdegang

### Osnabrück, bis 1971
Der Torhüter begann seine Karriere beim SV Ballsport Eversburg am Rande der Heger Laischaft, wo er in der Sportanlage Barenteich die Jugendstationen durchlief und auch die ersten Erfahrungen im Seniorenbereich sammelte. Im Jahr 1964 wechselte er als Amateur an die Bremer Brücke und entwickelte sich in den nächsten Jahren zum Torhüter der Niedersachsenauswahl. Unter Interimstrainer Walter Komorowski sammelte er am 27. Februar 1966 beim Auswärtsspiel gegen Holstein Kiel (0:2) erstmals Erfahrungen in der Regionalliga Nord. Stammtorhüter war in dieser Zeit beim VfL Gerd Krapka. Mit den VfL-Amateuren gewann Burose 1966/67 die Meisterschaft in der Verbandsliga West und hatte die Möglichkeit sich an der Klasse der neuen Nummer 1, Udo Böhs, zu orientieren. Zur Saison 1968/69 trat er dessen Nachfolge unter dem neuen Trainer Radoslav Momirski an.
Da auch noch mit dem vorherigen Amateurstürmer Wolfgang Kaniber ein echter Torjäger zum VfL gekommen war und mit Carsten Baumann und Willi Mumme zwei Könner für die Flügel zur Verfügung standen, war Osnabrück urplötzlich mit einem sehr torgefährlichen Angriff versehen und spielte von Beginn der Runde an um die Meisterschaft im Norden. Mit den meisten erzielten Toren (94) und den wenigsten erhaltenen Treffern (27) in 32 Meisterschaftsspielen, erspielte sich die Mannschaft 1968/69 mit neun Punkten Vorsprung die Meisterschaft. Der gelernte Gärtner Burose, deshalb auch „Pflanzer“ gerufen, stand in allen Meisterschaftsspielen dabei im Tor des neuen Nordmeisters und bildete gemeinsam mit Stopper Friedhelm Holtgrave das Zentrum der VfL-Defensive. In der Bundesligaaufstiegsrunde behauptete sich die Mannschaft von der Hafenstraße, Rot-Weiss Essen, aber vor dem Nordmeister und kehrte in die Bundesliga zurück. Das erste Aufstiegsrundenspiel bestritt Burose mit seinen Mannschaftskameraden am 28. Mai 1969 bei einem 0:0-Auswärtsspiel gegen TuS Neuendorf. Das Heimspiel gegen RW Essen endete 3:3 vor 30.000 Zuschauern, wobei der VfL einen 0:3-Rückstand ohne Mittelstürmer Kaniber aufgeholt hatte. Das Rückspiel wurde aber am 18. Juni mit 1:3 verloren und die Mannen um Starspieler Willi Lippens verwiesen Osnabrück auf den 2. Rang.
Den letzten Auftritt in der Bundesligaaufstiegsrunde erlebte Burose am 23. Juni 1971 im Karlsruher Wildparkstadion gegen den Gastgeber Karlsruher SC, als sich die Gäste mit 3:0 durchsetzen konnten. Die VfL-Defensive um Torhüter Burose und den zwei Abwehrstrategen Holtgrave und Karl August Tripp hielt dabei spielentscheidend die KSC-Angreifer Walter Szaule, Hans Haunstein, Ernst Abbe, Horst Wild und Willi Zander in Schach. Beim dritten Meisterschaftserfolg 1970/71 hatte Burose unter Trainer Fritz Langner alle 34 Rundenspiele absolviert und ein spannendes Meisterschaftsrennen gegen Vizemeister St. Pauli und die zwei weiteren Verfolger VfB Lübeck und Holstein Kiel erlebt. Nach 122 Punktspielen (98 Regionalliga Nord, 24 Bundesligaaufstiegsrunde) für den VfL Osnabrück schloss sich der Torhüter zur Runde 1971/72 aber dem KSV Hessen Kassel in der Regionalliga Süd an.
Von Oktober 1968 bis Oktober 1969 verpflichtete er sich als Olympia Amateur beim DFB. Kam aber in keinem Pflichtspiel zum Einsatz.

### Kassel, 1971 bis 1979
Unter Trainer Hans-Wilhelm Loßmann debütierte Burose am Rundenstarttag, den 14. August 1971, bei einer denkwürdigen 0:7-Auswärtsniederlage beim FC Bayern Hof, in der Regionalliga Süd. Verletzungsbedingt wurde er dabei in der 21. Minute – es stand aber bereits 4:0 für Hof – durch Rolf Birkhölzer ersetzt. Die Hofer Angreifer in Person von Wolfgang Breuer (25 Tore), Siegfried Stark und Karl-Heinz Zapf zerlegten dabei die Kasseler Abwehr und errangen am Rundenende, die Vizemeisterschaft im Süden. In der Ligarunde hatte das 3:3-Heimremis am 12. September 1971 vor 20.000 Zuschauern im Auestadion gegen Meister Kickers Offenbach mit deren herausragenden Angriff Horst Gecks, Erwin Kostedde (27 Tore und dreifacher Torschütze in Kassel) und Sigfried Held zu den Höhepunkten gezählt. Kassel belegte den 4. Tabellenrang.
Die letzte Runde der alten Regionalliga-Zweitklassigkeit lief 1973/74 ab. Trainer Heinz Baas ging wieder mit den zwei Torhütern Burose und Birkhölzer in die Saison, welche auch die Entscheidung bringen musste, welche Vereine ab 1974/75 in der neu eingeführten 2. Fußball-Bundesliga, Gruppe Süd, antreten würden. Kassel war mit 90 Qualifikationspunkten fast so gut wie sicher qualifiziert, nur der unwahrscheinliche Abstieg konnte die Aufnahme in die 2. Bundesliga verhindern. Zum letzten Rundenspieltag, den 4. Mai 1974, trat der KSV beim bereits abgestiegenen Freiburger FC an und konnte mit einem Auswärtserfolg in die 2. Bundesliga einziehen. In der 84. Minute erzielte der Freiburger Fritz Treuheit mit einem verwandelten Elfmeter den 1:1-Ausgleich und Kassel rutschte damit mit 28:40 Punkten auf den 16. Rang ab und stand damit als Absteiger in die Amateurklasse fest. Der FC Schweinfurt 05 erreichte mit 29:39 Punkten den 15. Rang und qualifizierte sich mit 68 Zählern nach dem Punktesystem für die 2. Bundesliga, wo sogar der VfR Mannheim mit 31:37 Punkten und 28 (!) nach den Vorgaben aus dem Qualifizierungspunktesystem, Einzug halten konnte.
Burose ging trotz der sportlichen Enttäuschung mit dem KSV in die Oberliga Hessen und beendete bei seinem letzten Verein Olympia Kassel, im südlichen Kasseler Stadtteil Niederzwehren angesiedelt, seine langjährige Spielerlaufbahn. Er war in Kassel heimisch geworden und hatte eine Anstellung im Gartenbauamt der Stadt gefunden.